# Olivier Coussy
Olivier Coussy (Marselha, 3 de novembro de 1953 — Vanves, 15 de janeiro de 2010) foi um engenheiro mecânico francês. É conhecido por suas pesquisas sobre mecânica e física de meios porosos.

## Obras
- Mechanics of Porous Continua, Wiley 1995 (original em francês: Mécanique des Milieux Poreux, Editions Technip 1991)
- Poromechanics, Wiley 2004
- com Franz-Josef Ulm: Mechanics and Durability of Solids I, Prentice-Hall 2002
- Mechanics and Physics of Porous Solids, Wiley 2010